# Cacique (boisson)
Pour les articles homonymes, voir Cacique.
Cacique est une marque de spiritueux à base de canne à sucre originaire du Costa Rica, appartenant à la Fábrica Nacional de Licores (FANAL). Elle a été lancée en 1980 et se compose de trois produits : le guaro, le rhum Colorado et le gin Extraconcha, qui sont considérés comme le pilier traditionnel des liqueurs costaricaines.
De ses trois alcools, le guaro est le plus consommé, car il s'agit d'un alcool neutre de canne à sucre de haute qualité, très populaire et polyvalent, fabriqué depuis l'époque coloniale. Avec la base de guaro mélangée ou ajoutée à divers arômes et ingrédients, les deux autres variétés de Cacique sont produites : Colorado et Extraconcha, avec des saveurs de rhum et de gin, respectivement.

## Histoire
Au Costa Rica, la tradition du guaro est assez ancienne, puisque l'alcool de canne est produit depuis l'époque coloniale, lorsque le gouvernement royal espagnol a décidé d'établir le monopole de la production d'éthanol en Amérique centrale dans ce qui était alors la province du Costa Rica de la Capitainerie générale du Guatemala. Après l'indépendance de l'Amérique centrale vis-à-vis de l'Espagne, afin d'empêcher la distillation clandestine d'alcool, le gouvernement du président Juan Rafael Mora Porras Porras nationalise cette industrie et crée la Fábrica Nacional de Licores (FANAL) en 1850, consolidant ainsi un monopole dans la production de diverses boissons de ce type, depuis lors jusqu'au début du XXIe siècle,,.
Aux dates de création de la FANAL, on produisait déjà, en plus du guaro, du rhum, du ginebra et plusieurs liqueurs, crèmes et distillats (anis, café, menthe, orange, entre autres) de sorte que la consommation d'aguardientes a toute une histoire dans la gastronomie locale qu'en vivant en monopole n'a pas nécessité la création de marques jusqu'à la fin du XVe siècle. C'est pourquoi en 1980, dans le but de consolider une identité commerciale, a été créé Cacique, qui englobe actuellement les trois liqueurs, et dont le nom est donné en hommage à la découverte de vestiges archéologiques indigènes lors de la construction de l'usine de liqueurs contemporaine dans le canton de Grecia, province d'Alajuela. Donc, dans le contexte, le Cacique était le chef de divers groupes indigènes dans les sociétés natives de continent américain, donc en plus de reconnaître la découverte archéologique sur les terrains de l'usine, le sous-entendu de respect et de hiérarchie du nom a été utilisé.
Actuellement, FANAL n'a plus l'exclusivité de la production de guaro, et la distillation de spiritueux similaires ainsi que l'importation de liqueurs du même type, qui nécessitent une concession du Conseil national de production pour circuler sur le marché costaricien, sont autorisées. Cela a entraîné une baisse notable de la consommation de Cacique, en raison de la forte concurrence, malgré le fait que cette marque de guaro continue d'être la plus vendue dans le pays, et que le rhum Colorado et le gin Extraconcha sont également bien positionnés.
Depuis 2016, le distillateur public exporte du guaro en Amérique du Sud et en Amérique centrale, pour tenter de relever ses ventes en baisse, et travaille également à placer le produit en Amérique du Nord, dans les Caraïbes, en Russie et dans plusieurs pays d'Asie.

## Caractéristiques
L'eau-de-vie de canne à sucre Cacique est l'une des meilleures de son genre au monde, fabriquée à partir du guarapo ou herbe de la canne à sucre que l'on laisse fermenter pour obtenir une base éthylique, qui est ensuite vieillie (reposada, soit littéralement « laissée au repos ») pendant 10 à 15 ans dans des fûts de chêne blanc brûlés, ce qui permettra sa distillation finale pour produire du guaro, assez neutre et d'une grande pureté, avec un léger goût sucré résultant du sucre de canne. Avec ce distillat final, En ajoutant divers ingrédients, on fabrique également le Colorado et l'Extraconcha, qui obtiennent à la fin du processus de production, un goût de rhum léger et de gin de genièvre et de citron, respectivement.
Ainsi, les trois liqueurs ont un taux d'alcool de 30 % en volume, qui, selon la loi, doit être maintenu à un minimum de ce volume, depuis 1992. Tous peuvent être trouvés commercialisés dans divers magasins d'alcool, bars et supermarchés dans leurs deux présentations : 1 litre dans une bouteille en verre et 350 ml dans un récipient en plastique (ce dernier étant appelé pacha), ainsi qu'une bouteille de guaro de 750 ml sont également en circulation,. En raison de leurs caractéristiques, ces produits sont largement utilisés dans les cocktails et la cuisine, pour préparer toutes sortes de boissons, plats et desserts.